# Eutropis vertebralis
Eutropis vertebralis — вид сцинкоподібних ящірок родини сцинкових (Scincidae). Ендемік Індії.

## Поширення і екологія
Eutropis vertebralis мешкають на півночі Карнатаки і в Махараштрі.